# نتريد تانتالوم ثلاثي
 نتريد تانتالوم ثلاثي مركب كيميائي له الصيغة TaN ، ويكون على شكل بلورات سوداء .